# Mỹ Khánh (Long Xuyên)
Mỹ Khánh is een xã in de stad Long Xuyên, in de Vietnamese provincie An Giang.